# Alfonso López Trujillo
Alfonso López Trujillo (Villahermosa, 8 de novembro de 1935 — Roma, 19 de abril de 2008) foi um cardeal colombiano e presidente do Pontifício Conselho para a Família no Vaticano desde 8 de novembro de 1990.

## Biografia
Nascendo em Villahermosa, ainda criança se mudou com sua família para Bogotá. Estudava na Universidade Nacional da Colômbia, campus de Bogotá, quando pediu para entrar no Seminário de Bogotá. Em Roma, Completou seus estudos na Universidade Pontifícia «Angelicum» douttorando-se em filosofia e cursando estudos de espiritualidade na Pontifícia Faculdade Teológica «Teresianum».
Ordenado sacerdote em 13 de novembro de 1960, foi membro da faculdade do Seminário de Bogotá, de 1962 a 1966. Em 1968 iniciou o novo departamento arquidiocesano para a pastoral. De 1970 a 1972, em Bogotá, foi vigário-geral, pároco; conselheiro e membro da faculdade da Universidade Nacional da Colômbia.
Em 25 de fevereiro de 1970, o Papa Paulo VI o nomeou bispo auxiliar da Arquidiocese de Bogotá. No ano seguinte foi eleito secretário-geral do Conselho Episcopal Latino-Americano (CELAM).
Em 22 de maio de 1978, o Papa Paulo VI nomeou López como  arcebispo coadjutor da Arquidiocese de Medellín, com direito à sucessão. Em 2 de junho de 1979, o arcebispo Tulio Botero Salazar renunciou ao governo pastoral devido à sua idade avançada e o Papa João Paulo II aceitou a renúncia de Botero, após o que López Trujillo começou seu trabalho como arcebispo titular da arquidiocese de Medellín.
João Paulo II o fez cardeal em 2 de fevereiro de 1983. De 1987 a 1990, foi presidente da Conferência Episcopal da Colômbia. Presidente do CELAM, de 1979 a 1982.
Faleceu aos 72 anos de idade vítima de uma infecção pulmonar contraída durante uma viagem à África. Antes de morrer, passou vários dias em coma, recobrando a consciência em alguns momentos.
Dom Alfonso foi um importante guardião da moral cristã e defendeu com firmeza a condenação do aborto, do homossexualidade, do feminismo e do uso de preservativos. Por ocasião da missa de exéquias em 23 de abril o papa Bento XVI disse que: " "O amor do cardal pela verdade do ser humano e pelo evangelho da família se fundava na consideração de que cada pessoa e cada família reflete o mistério de Deus que é Amor" e lembrou quando durante o sínodo de 1997 o presidente do Pontifício Conselho para a Família "apresentou uma espiritualidade muito concreta para quantos se dedicam à realização do projeto divino sobre a família, sublinhando que se a ciência não se dedica a compreender e a educar a vida perderá as batalhas mais decisivas sobre o terreno fascinante e misterioso da engenharia genética".(Vatican Information Service, 23 de abril de 2008 - Ano XVIII - Num. 77)